# Верхньозаморське
Верхньозамо́рське (крим. Verhnözamorske, раніше хутір Котляревського) — село Керченського району Автономної Республіки Крим.